# Himmel und Erde
Himmel und Erde (rheinisch: Himmel un Ääd, niederländisch: hete bliksem) ist ein traditionelles rheinisches, hessisches, westfälisches, niedersächsisches, mecklenburgisches, niederländisches und schlesisches Gericht aus Kartoffelpüree und Apfelmus bzw. Apfelstücken.
Das Gericht ist seit dem 18. Jahrhundert bekannt. Seinen Namen erhielt es von der früher verbreiteten und auch heute noch in verschiedenen Regionen gängigen Bezeichnung Erdapfel für Kartoffel, so dass „Himmel“ für die Äpfel an den Bäumen und „Erde“ für die Kartoffeln in der Erde als Hauptbestandteile des Gerichts steht.
Häufig wird Himmel und Erde zusammen mit (geräucherter) gebratener Blutwurst, gerösteten Zwiebeln und auch Speck oder gebratener Leberwurst serviert. In der Region um Hamburg gehört Grützwurst dazu.

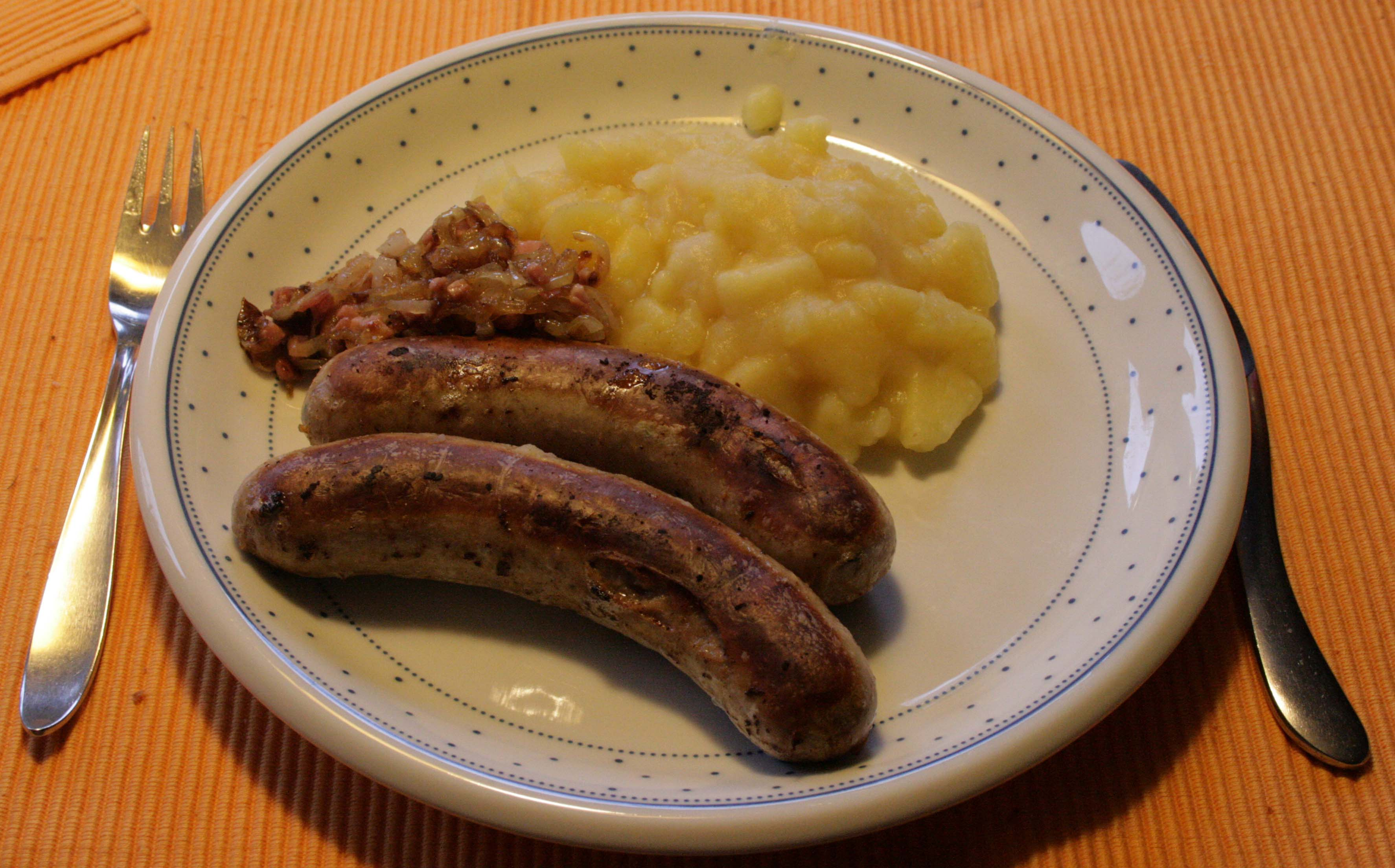
Mit Bratwurst und Speckzwiebeln
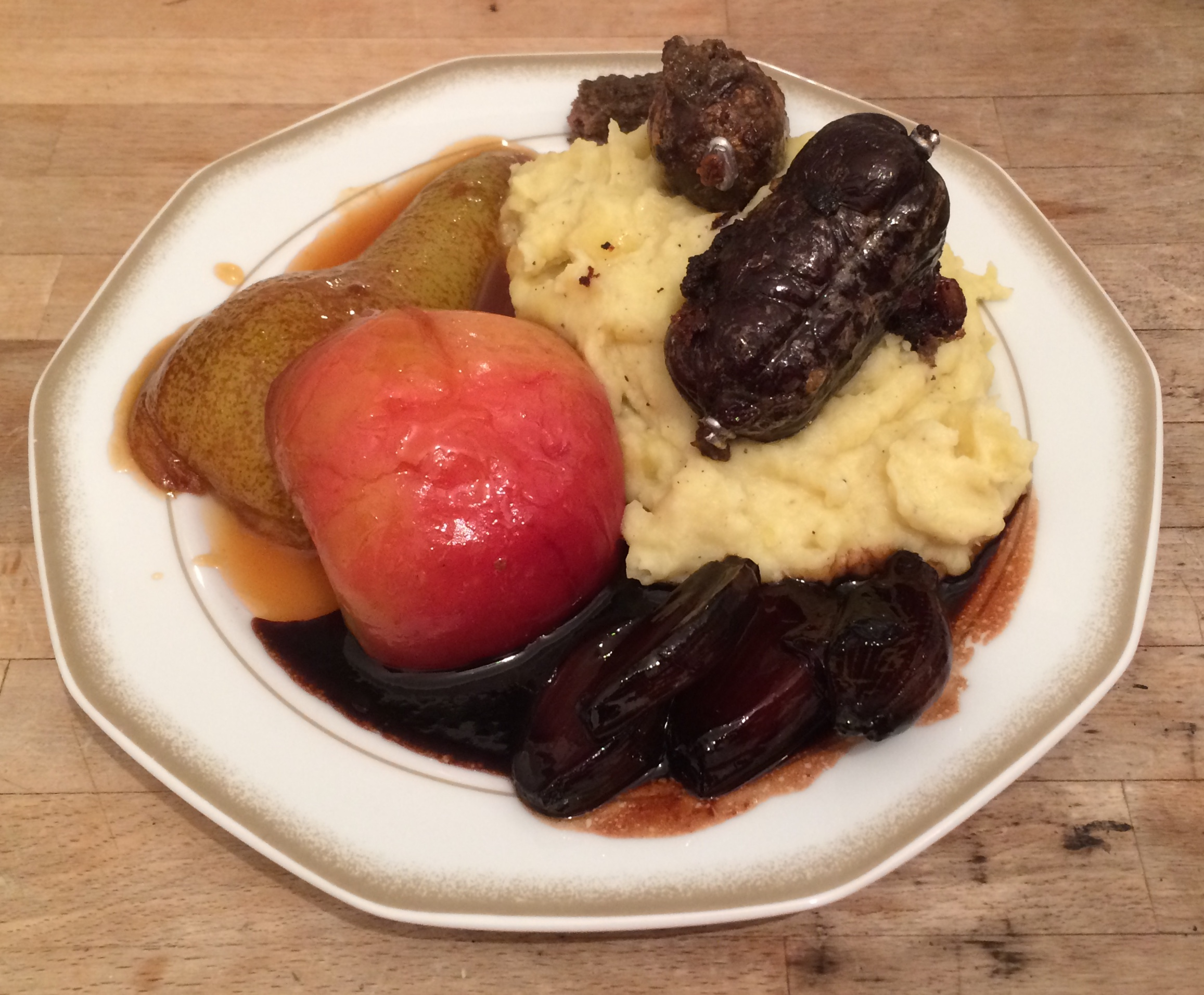
Mit Grieben- und Leberwürstchen sowie Rotweinschalotten
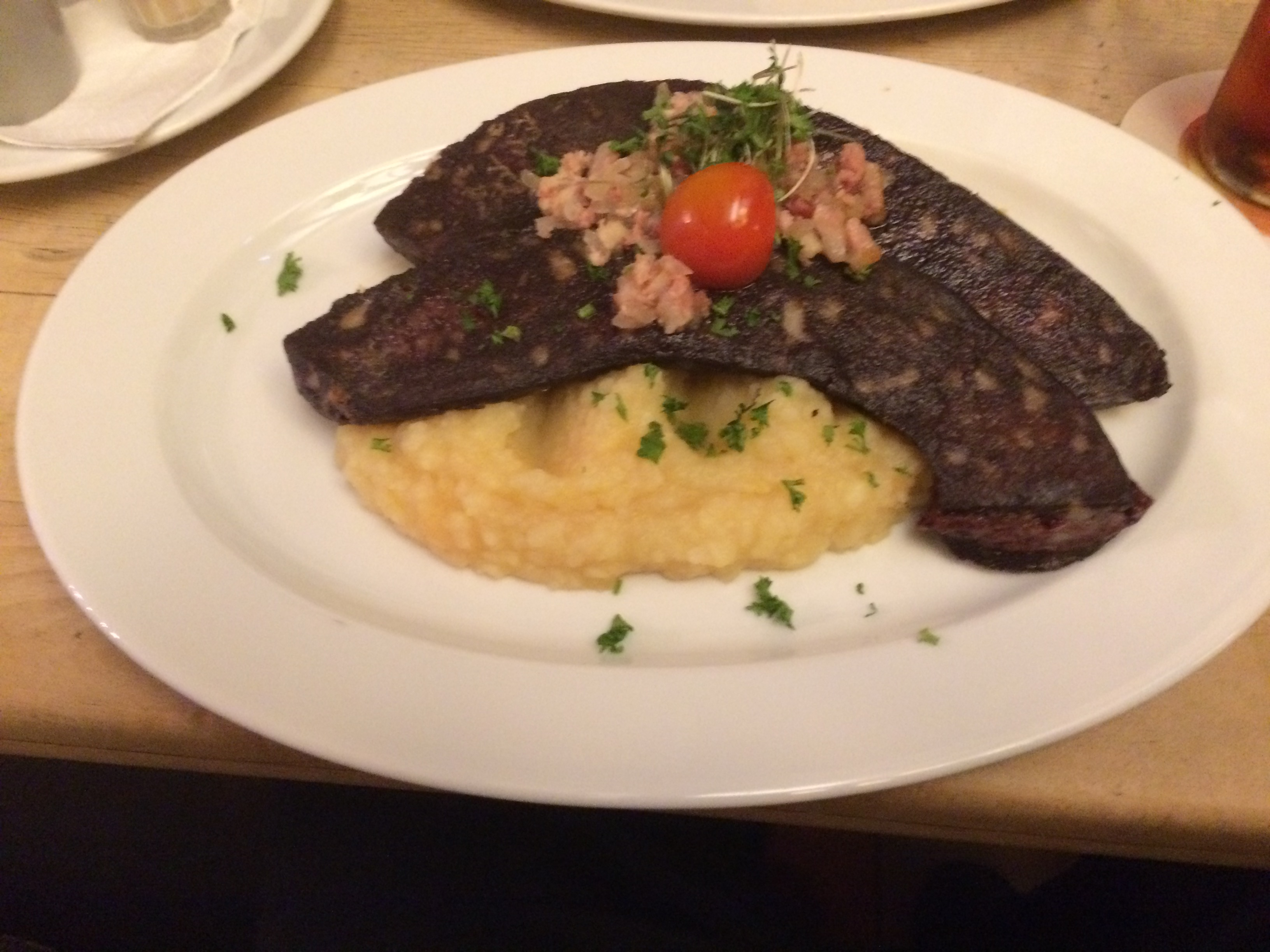
Himmel un Ääd